# Emanuele Cavalli
Emanuele Cavalli (Lucera, 29 novembre 1904 – Firenze, 15 marzo 1981) è stato un pittore e fotografo italiano, uno dei rappresentanti della cosiddetta Scuola Romana.

## Biografia
Era figlio di Daniele Cavalli, avvocato, e di Mariannina Cairelli, aveva un fratello gemello di nome Giuseppe.
Quella di Cavalli era una famiglia facoltosa, da sempre appassionata d’arte e di storia. Per questo incoraggia la sua vocazione artistica, che comincia a manifestarsi già durante il periodo della formazione scolastica presso il prestigioso collegio dei gesuiti di Mondragone.
Giunto a Roma nel 1921, frequenta in un primo momento i corsi del Museo Artistico Industriale, ma ben presto li abbandona per seguire l’insegnamento – più libero e stimolante – del pittore piemontese Felice Carena, allora uno dei pittori più acclamati. Nel 1922 il maestro apre agli Orti Sallustiani una scuola d’arte, insieme ad Attilio Selva e Orazio Amato, che nei mesi estivi si sposta ad Anticoli Corrado. Cavalli è tra i primi iscritti, insieme, tra gli altri, agli amici Fausto Pirandello e Giuseppe Capogrossi, suo sodale per molti anni.
Nel 1928 Cavalli è a Parigi: lì scopre la grande arte contemporanea e ha modo di studiare da vicino i capolavori di Cézanne, che lo influenzano profondamente. Tuttavia, all’inizio degli anni Trenta il suo linguaggio pittorico risulta già maturo e personale e la lezione dei maestri cede il posto all’assimilazione dello studio della pittura antica, dagli affreschi pompeiani ai “Primitivi” e Piero della Francesca. Quando nel 1933 espone a Parigi in una collettiva insieme a Capogrossi, Corrado Cagli ed Ezio Sclavi, il critico Waldemar-George parla per la prima volta di “Scuola di Roma”, coniando così un’espressione che rimarrà per sempre legata alla fama di Cavalli. Nello stesso anno firma, insieme a Capogrossi e Roberto Melli, il “Manifesto del Primordialismo Plastico”, importante testo in cui si teorizza un nuovo modo di concepire la pittura.
Tra gli anni Trenta e Quaranta, l’artista è al culmine del successo e dell’ispirazione: realizza grandi composizioni a più figure, nudi, ritratti, paesaggi e nature morte, accomunati da un modo di intendere la pittura squisitamente musicale e da un’atmosfera sospesa di “realismo magico”, fortemente connessa all’interesse che coltivava da molti anni per la cultura esoterica. Nel 1935 si trasferisce da Roma ad Anticoli Corrado insieme alla moglie Vera Haberfeld, nipote dello psicanalista Edoardo Weiss. Qui Cavalli, pur in una sorta di isolamento dovuto alla sua ostilità alla politica fascista, vive e lavora attorniato da amici, colleghi e influenti personalità dell’arte e della letteratura, da Celestino Celestini a Luigi Pirandello.
Nel 1935 e nel 1943, Cavalli espone un gruppo di opere alle Quadriennali romane, sviluppando il tema del rapporto pittura-musica: una serie di figure femminili di differenti tonalità, ove spiega il suo lavoro in termini di "sensibilità contrappuntistica", paragonandolo ad una "raccolta di preludi e fughe nei toni maggiori e minori".
Altre importanti personali vengono tenute da Cavalli alla Galleria Leonardo da Vinci di Firenze nel 1939 e allo Zodiaco di Roma nel 1945, quest'ultima coronata anche dalla vincita di un concorso per la cattedra di pittura presso l'Accademia di belle arti di Firenze. Si trasferisce quindi permanentemente nella capitale toscana con la compagna Franca Danesi, figlia del celebre tipografo romano, con la quale si era legato sentimentalmente nel 1940 pur senza separarsi dalla moglie. Il 1949 segna l'inizio di una profonda crisi, alla quale contribuisce il mancato rinnovo dell'incarico cattedratico, e il cambiamento di corrente che i suoi vecchi amici pittori, Cagli e Capogrossi, stavano iniziando a seguire in astrattismo.
Continuerà comunque a dipingere fino all'ultimo, alternandosi con la fotografia, che aveva sviluppato in maniera sperimentale sin dagli anni trenta, ottenendo anche incarichi di rilievo presso enti pubblici.
Nel 2022 la Galleria Nazionale d'Arte Moderna gli dedica un'importante retrospettiva a cura di Manuel Carrera.

## Opere
Opere di Cavalli sono esposte in musei quali la Galleria Nazionale d'Arte Moderna, la Galleria degli Uffizi, la Galleria d'Arte Moderna di Roma, Palazzo Merulana, il Museo della Scuola Romana, il Civico Museo d'Arte Moderna e Contemporanea di Anticoli Corrado e la Pinacoteca Comunale di Lucera.

## Premi e riconoscimenti
- 1948 - I Premio, II Mostra regionale di Rosignano Solvay
- 1950 - Premio Michetti
- 1951 - Premio Mostra del Maggio di Bari
- 1953 - Premio Il Fiorino di Firenze
- 1955 - Premio del Ministero della Pubblica Istruzione, alla VII Quadriennale di Roma
- 1958 - Premio Capoletto, Galleria Spinetti di Firenze
- 1962 - II Premio Frosinone
- 1965 - Premio Licini al Fiorino di Firenze
- 1966 - Premio Posillipo di Napoli
- 1967 - "Fiorino d'oro" della Città di Firenze
- 1969 - Premio Il Fiorino ex aequo con Corrado Cagli